# Thái Quang Hoàng
Thái Quang Hoàng (1918 – 1993) nguyên là một cựu tướng lĩnh Bộ binh của Quân lực Việt Nam Cộng hòa, cấp bậc Trung tướng. Ông xuất thân từ trường Võ bị của Quân đội Pháp mở ra ở miền Bắc Việt Nam với mục đích đào tạo thí sinh trên toàn thuộc địa Đông Dương trở thành sĩ quan, phục vụ cho Quân đội Thuộc địa Pháp và Quân đội Liên hiệp Pháp sau này. Ông là một trong số ít sĩ quan được thăng cấp tướng ở thời kỳ Đệ Nhất Cộng hòa. Ông từng bị các sĩ quan chỉ huy cuộc Đảo chính ngày 11 tháng 11 năm 1960 bắt giữ làm con tin để đào thoát sang Campuchia.

## Tiểu sử và Binh nghiệp
Ông sinh ngày 1 tháng 10 năm 1918 trong một gia đình Nho giáo có truyền thống hiếu học tại Huế, Thừa Thiên, miền Trung Việt Nam. Ông còn có tên khác là Thái Quang Hoằng tự Tuyên Văn. Thời niên thiếu ông học phổ thông các cấp ở Huế. Năm 1939, ông tốt nghiệp Trung học chương trình Pháp ở trường Trường Quốc học Huế với văn bằng Tú tài bán phần (Part I). Sau đó, ông được bổ dụng làm Công chức tại Huế một thời gian trước khi gia nhập quân đội.

## Quân đội Pháp
Đầu năm 1941 ông nhập ngũ vào Quân đội Pháp, theo học tại trường Võ bị Tông, Sơn Tây. Sau một năm, ông mãn khóa tốt nghiệp với cấp bậc Chuẩn úy. Ra trường, ông được điều động đi phục vụ trong một đơn vị Bộ binh thuộc Quân đội Thuộc địa Pháp với chức vụ Trung đội trưởng. Năm 1944 ông được thăng cấp Thiếu úy tại nhiệm. Bấy giờ, tại Huế chỉ có hai người Việt mang lon Thiếu úy là ông và ông Phan Tử Lăng. Khi Cách mạng tháng 8 nổ ra, Phan Tử Lăng được đưa vào Lực lượng Bảo an Trung Kỳ tham gia Việt Minh. Còn ông thì giải tán đơn vị và trở về nhà.

## Quân đội Liên hiệp Pháp
Năm 1946 khi người Pháp tái chiếm Đông Dương, ông tái ngũ và được thăng cấp Trung úy. Năm 1947, ông chuyển sang phục vụ cho Quân đội Liên hiệp Pháp. Năm 1948, ông được cử giữ chức vụ Giám đốc Binh sĩ Cuộc ở Huế. Tháng 12 cùng năm, ông được thăng cấp Đại úy, giữ chức vụ Trưởng phòng 3 Việt binh Đoàn ở Huế. Tại đây ông đã kết bạn với một Đại úy trẻ người Việt khác tên là Đỗ Mậu giữ chức vụ Tham mưu phó Việt binh đoàn. Chính tướng Đỗ Mậu về sau ghi nhận rất cảm phục ông khi "dám sỉ vả một Trung tá người Pháp đang giữ chức Trưởng phái bộ Quân sự, cố vấn cho Trung tá Nguyễn Ngọc Lễ".

## Quân đội Quốc gia Việt Nam
Năm 1950 ông được chuyển biên chế sang phục vụ Quân đội Quốc gia thuộc Quốc gia Việt Nam do Quốc trưởng Bảo Đại làm Tổng Chỉ huy. Đầu năm 1954 ông rời Việt binh đoàn ở Huế chuyển đi làm Tiểu đoàn trưởng Tiểu đoàn 603 Khinh quân, đồn trú tại Phan Rang. Ngày 1 tháng 7 năm 1954, ông được thăng cấp Thiếu tá do sự vận động của Đại tá Nguyễn Ngọc Lễ, Tư lệnh Phân khu Duyên Hải.
Sau khi Chí sĩ Ngô Đình Diệm về nước giữ chức vụ Thủ tướng, mâu thuẫn giữa tân Thủ tướng và Tổng Tham mưu trưởng Nguyễn Văn Hinh nhanh chóng bùng nổ. Tướng Hinh lên kế hoạch đảo chính Thủ tướng Diệm nhưng bất thành. Được sự vận động của Đại tá Nguyễn Ngọc Lễ, bấy giờ là Tư lệnh Phân khu Duyên hải, ông đã đem 700 quân rút vào vùng rừng núi Sầu Đâu, cách Phan Rang khoảng 10 cây số để lập Chiến khu Đông, chống lại tướng Nguyễn Văn Hinh, biểu lộ thái độ ủng hộ Thủ tướng Diệm.

## Quân đội Việt Nam Cộng hòa

### Quan lộ thăng tiến
Sau khi âm mưu đảo chính bất thành, tướng Hinh buộc phải rời bỏ chức vụ và phải sang Pháp, ông được Thủ tướng Diệm triệu hồi về và ra lệnh giải tán chiến khu Đông để về giữ chức vụ Tỉnh trưởng Ninh Thuận. Đầu năm 1955, ông được bổ nhiệm chức vụ Tỉnh trưởng Bình Thuận thay thế ông Lưu Bá Châm. Tháng 10 năm 1955, Thủ tướng Diệm phế truất Quốc trưởng Bảo Đại và giữ vai trò Quốc trưởng, ông được thăng cấp Trung tá bàn giao tỉnh Bình Thuận lại cho Trung tá Phan Xuân Nhuận để đi du học lớp Tham mưu trưởng tại Trường Tham mưu Paris ở Pháp.
Đầu năm 1956 mãn khóa học về nước, ông được thăng cấp Đại tá và được bổ nhiệm làm Tư lệnh Đệ Tứ Quân khu Nam Cao nguyên thay thế Đại tá Linh Quang Viên. Giữa năm ông được thăng cấp Thiếu tướng tại nhiệm. Ngày 1 tháng 9 cùng năm, ông được bổ nhiệm làm Tư lệnh Đệ Nhị Quân khu Trung Việt. Ngày 10 tháng 12 cuối năm ông được thăng cấp Trung tướng tại nhiệm.
Ngày 1 tháng 6 năm 1957 ông được bổ nhiệm chức vụ Tư lệnh Quân đoàn I tân lập. Trung tuần tháng 10 cùng năm, ông được lệnh bàn giao Quân đoàn I lại cho Trung tướng Trần Văn Đôn để về Bộ Tổng tham mưu chờ nhận nhiệm vụ mới. Tháng 8 năm 1958 ông được cử đi tu nghiệp lớp tham mưu cao cấp (khóa 1958-2) ở Đại học Chỉ huy và Tham mưu Fort Leavenworth, Hoa Kỳ. Đầu năm 1959 về nước, ông được bổ nhiệm chức vụ Tư lệnh Quân đoàn III tân lập. Giữa tháng 4 cùng năm kiêm Tư lệnh Quân khu Thủ đô thay thế Trung tướng Dương Văn Minh được cử làm Tổng Thư ký Thường trực Bộ Quốc phòng. Tháng 10 cùng năm, ông bàn giao Quân đoàn III cho Trung tướng Nguyễn Ngọc Lễ, chỉ còn đảm trách Quân khu Thủ đô.

### Bị thất sủng
Ngày 11 tháng 11 năm 1960, cuộc đảo chính quân sự lật đổ Tổng thống Ngô Đình Diệm do Đại tá Nguyễn Chánh Thi và Trung tá Vương Văn Đông cầm đầu đã nổ ra. Quân đảo chính lợi dụng bất ngờ đã chiếm giữ được một số vị trí quan trọng, kiểm soát được Quân khu Thủ đô và bao vây Dinh Độc Lập. Ông bị các chỉ huy đảo chính bắt giữ và đưa về Bộ Tổng Tham mưu quản thúc trong căn nhà dùng làm Trung tâm Hành quân của cuộc đảo chánh.
Tuy nhiên, cuộc đảo chính nhanh chóng bất thành. Nhóm sĩ quan chỉ huy đảo chính đã cướp máy bay, ép Đại úy phi công Phan Phụng Tiên lái máy bay để đào thoát sang Campuchia. Họ cũng đã bắt ông theo để làm con tin. Sau khi sang đến Campuchia, ông được thả và được phép trở về Việt Nam. Tuy nhiên, Tổng thống Diệm đã thất vọng và cáo buộc ông không đủ năng lực để phản ứng với cuộc đảo chính. Vì thế, tháng 11 năm 1961 chính quyền đã điều chuyển ông sang giữ chức vụ Chỉ huy trưởng trường Đại học Quân sự kiêm Quân trấn trưởng Đà Lạt thay thế Trung tướng Trần Văn Minh sau khi bàn giao Biệt khu Thủ đô lại cho Thiếu tướng Nguyễn Văn Là. Đây là một chức vụ hữu danh vô thực và không thực quyền cầm quân.
Từ sau sự việc này, ông trở nên an phận và không tham gia bất kỳ ý định chính trị nào. Chính vì thế, khi các tướng lĩnh thực hiện cuộc đảo chính 1963, ông đã không giữ bất cứ vai trò nào. Tuy vậy, khi tướng Nguyễn Khánh thực hiện cuộc Chỉnh lý, để loại bỏ hoàn toàn ảnh hưởng của các "tướng già", ông đã được tướng Khánh điều vào chức vụ Đại sứ Việt Nam Cộng hòa tại Thái Lan từ tháng 11 năm 1963 sau khi bàn giao trường Đại học Quân sự lại cho Thiếu tướng Lê Văn Nghiêm. Tuy nhiên, đến tháng 12 năm 1964, ông lại được triệu hồi về để "ngồi chơi xơi nước". "Người hùng" của cuộc đảo chính năm 1963, tướng Dương Văn Minh, sang Thái Lan thay chức vụ của ông. Tháng 8 năm 1965, ông nhận được quyết định giải ngũ khi mới 45 tuổi.

### Vĩ thanh
Năm 1967 ông tham gia liên danh với các cựu tướng lĩnh như Trần Văn Đôn, Tôn Thất Đính, Huỳnh Văn Cao, Nguyễn Văn Chuân, Lê Văn Nghiêm, Tôn Thất Xứng... ra tranh cử Thượng viện. Tuy nhiên ông bị thất cử. Từ đó ông sống thầm lặng.

## 1975
Ngày 30 tháng 4 ông cùng gia đình di tản khỏi Việt Nam, rồi sang định cư tại Tiểu bang Virginia, Hoa Kỳ. Sau đó, ông và gia đình di chuyển sang Tiểu bang Texas hành nghề kim hoàn kiếm sống và dần trở thành Giám đốc một công ty tư nhân chuyên về nữ trang tại Arlington, Texas.
Ngày 22 tháng 2 năm 1993, ông từ trần vì bệnh ung thư tại nơi định cư, hưởng thọ 75 tuổi.

## Nhận định
Tướng Thái Quang Hoàng là người ít nói nhưng khí phách và can trường. Ông có một đức tính hiếm hoi là không bao giờ nói xấu ai với cấp trên. Thái độ quân tử nhiều khi vô lý của Thái Quang Hoàng đã làm cho tướng Lê Văn Tỵ phải bực mình...

## Gia đình
- Bào đệ: Thái Quang Chức (Nguyên Trung tá thuộc Quân chủng Hải quân VNCH)
  - Thực tế Thái Quang Chức là chiến sĩ tình báo của Việt Nam Dân chủ Cộng hòa, ông được cài vào hàng ngũ lãnh đạo đối phương [10]

## Liên kết
- Article from:The Washington Post Article Lưu trữ ngày 24 tháng 9 năm 2015 tại Wayback Machine date:ngày 1 tháng 3 năm 1993 | Copyright informationThis material is published under license from the Washington Post.